# Смирнов, Сергей Сергеевич (журналист)
Сергей Сергеевич Смирнов (род. 20 апреля 1975, Москва, РСФСР) — российский журналист, главный редактор издания «Медиазона».

## Биография
После окончания школы в 1992 году поступил на геологический факультет МГУ им. М. В. Ломоносова. Вскоре попал в аварию и вынужден был прервать учёбу. В 1994 году поступил на исторический факультет МГПУ, который окончил с красным дипломом. Во время учёбы начал преподавать историю и обществознание в московских школах. Уволился уже после получения диплома, проработав учителем более десяти лет.
C декабря 2004 года или с января 2005 года исполнял обязанности главы московского отделения Национал-большевистской партии, зарегистрированной как межрегиональная общественная организация и в июне 2005 года ликвидированной по заявлению прокуратуры Московским областным судом.
В 2012 году баллотировался в Координационный совет оппозиции по общегражданскому списку (по словам Смирнова, не будучи на тот момент членом политических организаций), но не прошёл в его состав по итогам голосования.
С декабря 2010 по март 2013 года работал корреспондентом в «Газете.Ru». С марта 2013 по май 2014 года был заместителем главного редактора издания «Русская планета».
С момента запуска в сентябре 2014 года онлайн-издания «Медиазона» является его главным редактором. На март 2020 года публикации Сергея Смирнова, в том числе совместно с Егором Сковородой и Дмитрием Ткачёвым, были четыре раза номинированы на ежемесячную премию «Редколлегия».
4 февраля 2021 года Сергей Смирнов был арестован на 25 суток за ретвит картинки, содержащей шутку про самого Смирнова, а также указание времени акции в поддержку Алексея Навального 23 января. Он был помещён в Центр временного содержания иностранных граждан в Сахарово, задействованный в качестве спецприёмника в связи с переполнением имеющихся в Москве из-за арестов участников акций. Объединение российских СМИ «Синдикат-100», ряд других изданий, Профсоюз журналистов, Европейская и Международная федерации журналистов, Комитет защиты журналистов и организация «Репортёры без границ» осудили решение суда как несправедливое и связанное с профессиональной деятельностью. 8 февраля срок ареста Смирнова был сокращён до 15 суток, и 18 февраля, по истечении срока, он был освобождён.
29 сентября 2021 года Минюст России включил Смирнова в список СМИ — «иностранных агентов». В тот же день туда были добавлены ООО «ЗП» (юридическое лицо, учредившее «Медиазону»), связанный с «Медиазоной» правозащитный проект «Зона права», а также издатель «Медиазоны» Пётр Верзилов.
В феврале 2022 года выступил против вторжения России на Украину.
С весны 2022 года проживает с семьей в Вильнюсе.

## Семья
Женат. Имеет двух сыновей – Андрея и Артема.